# Cui Zhinan
Cui Zhinan (chinesisch 崔志楠, Pinyin Cuī Zhìnán; * 14. August 1985) ist ein ehemaliger chinesischer Eishockeyspieler, der zuletzt bis 2016 bei China Dragon in der Asia League Ice Hockey spielte.

## Karriere
Cui Zhinan begann seine Karriere in der Mannschaft aus Qiqihar, mit der er 2004 chinesischer Landesmeister wurde. Ab 2004 spielte er mit der Mannschaft, die sich in der Saison 2006/07 Changchun Fu'ao nannte, in der Asia League Ice Hockey. Nachdem sich das Team 2007 mit der Mannschaft Hosa zusammenschloss, spielte er fortan für das Fusionsprodukt China Sharks, das seit 2009 als China Dragon antritt und für das er bis 2016 mit Ausnahme der Jahre 2011 bis 2014, als er seine Karriere unterbrach, auf dem Eis stand.

### International
Für China nahm Cui Zhinan im Juniorenbereich an der Asien-Division I der U18-Weltmeisterschaft 2001 sowie den U20-Weltmeisterschaften 2004 in der Division III und 2005 in der Division II teil.
Im Seniorenbereich stand der Angreifer im Aufgebot Chinas bei den Weltmeisterschaften der Division II 2008, 2009, 2010 und 2011. Bei der Weltmeisterschaft 2007 vertrat er seine Farben in der Division I.

## Erfolge und Auszeichnungen
- 2004 Chinesischer Meister mit der Mannschaft aus Qiqihar
- 2004 Aufstieg in die Division II bei der U20-Weltmeisterschaft der Division III

## Asia-League-Statistik
(Stand: Ende der Saison 2015/16)